# Чамбер, Джон (1470—1549)
Джон Чамбер (англ. John Chambre, также Chamber и Chambers; 1470—1549) — английский священнослужитель, учёный и врач.

## Биография
Родился в 1470 году (по другим данным в 1477 году) в графстве Нортамберленд.
Учился в Оксфорде, где был избран членом Мертон колледжа в 1492 году. Позже принял духовный сан и жил в городе Titchmarsh, графство Нортгемптоншир.
После окончания университета получил степень Master of Arts в 1502 году. Путешествовал по Италии, изучал там медицину, окончил Падуанский университет. По возвращении в Англию Джон Чамбер стал врачом Генриха VII, сохранив эту должность и при Генрихе VIII. В 1531 году в Оксфорде получил степень доктора медицины.
Когда в 1518 году был основан College of Physicians, Чамбер был назван первым в его уставе. Работал цензором этого колледжа в 1523 году. Сохранились некоторые из его рецептов и письмо, написанное им в поддержку здоровья королевы Джейн Сеймур.
В 1508 году Чамбер жил в городе Bowden графства Лестершир, с 1494 по 1509 год получил право пребенды от Линкольнского собора в местечке Codringham и в местечке Leighton Buzzard с 1509 по 1549 годы. Он был также казначеем Уэлса, графство Сомерсет, с 1510 по 1543 годы; в 1537 году — каноником в городе Wiveliscombe этого же графства; регентом Эксетера графства Девоншир в 1524—1549 годах; каноником часовни Святого Георгия в Виндзорском замке с 1509 по 1549 годы; архидиаконом города Meath с 1540 по 1542 годы; деканом часовни Святого Стефана Вестминстерского дворца.
Также Чамбер был уорденом (ректором) Мертон колледжа с 1525 по 1544 годы.
Умер в 1549 году и был похоронен в церкви Святой Маргариты в Вестминстере.